# Ammerzoden
Ammerzoden is een dorp in de Bommelerwaard, in het westen van de Nederlandse provincie Gelderland. Het dorp, gelegen aan de noordzijde van de Maas, telt 3.710 inwoners (per 1 januari 2023). Sinds 1 januari 1999 behoort Ammerzoden tot de gemeente Maasdriel. 
Het dorp wordt in de volksmond Ammerooie(n) genoemd. De officiële naam, eindigend op '-oden', is een hypercorrectie. De uitgang op '-ooien' is de oorspronkelijke en is verwant aan plaatsnamen als Oijen, Oyen, Wadenoijen, Besoijen en Balgoij.

## Geschiedenis
In de 11e eeuw ontwikkelt zich langs de Maas, in het woelige grensgebied tussen het Hertogdom Brabant en het Graafschap Gelre, rondom Kasteel Ammersoyen een hoge heerlijkheid. Eeuwenlang zou Ammerzoden een katholiek boerendorp blijven. In de decennia na de Tweede Wereldoorlog, een oorlog waarin het dorp forse schade opliep, verandert Ammerzoden langzaam in een dorp met een gevarieerde economie, min of meer aan de rand van de grootstedelijke omgeving van 's-Hertogenbosch. Na zo'n tweehonderd jaar samen met Well en enkele gehuchten een aparte gemeente te hebben gevormd, maakt Ammerzoden vanaf 1999 deel uit van de gemeente Maasdriel.

## Geografie
Ammerzoden ligt in het zuiden van de Bommelerwaard, ten noorden van de Maas. Om het dorp heen loopt de Meersloot, onderbroken door de buitengracht van het kasteel. De Meersloot is het restant van een bedding van de Maas die tot 1354 op deze locatie lag en ervoor zorgde dat Ammerzoden tot dan toe tot Brabant gerekend kan worden. De waterloop heeft sinds de Middeleeuwen het stratenpatroon rondom Ammerzoden in sterke mate beïnvloed.
Veel gronden rondom Ammerzoden zijn pas sinds de ruilverkaveling van de jaren zestig en zeventig van de twintigste eeuw vruchtbaar gemaakt. Voorheen was het een onvruchtbaar en lastig begaanbaar gebied vanwege de zware klei; het meeste verkeer in de Bommelerwaard was dan ook op de dijken te vinden.

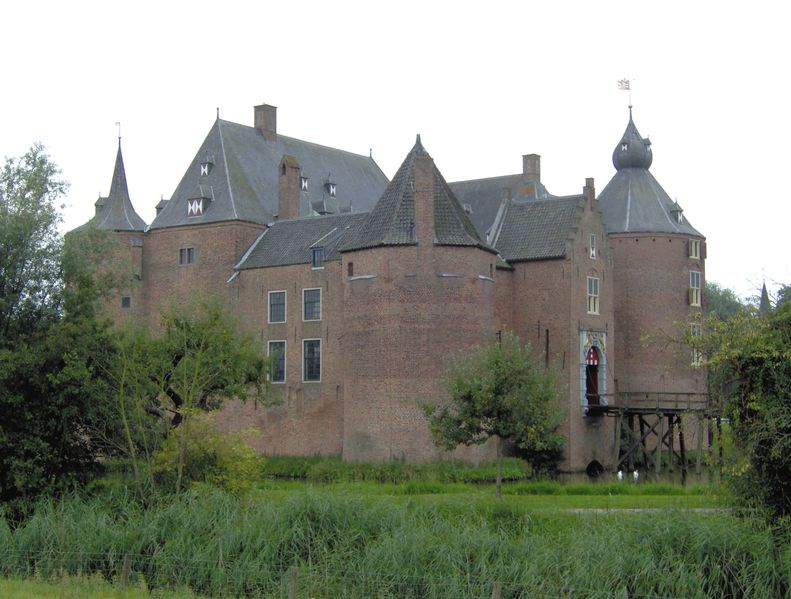
Kasteel Ammersoyen

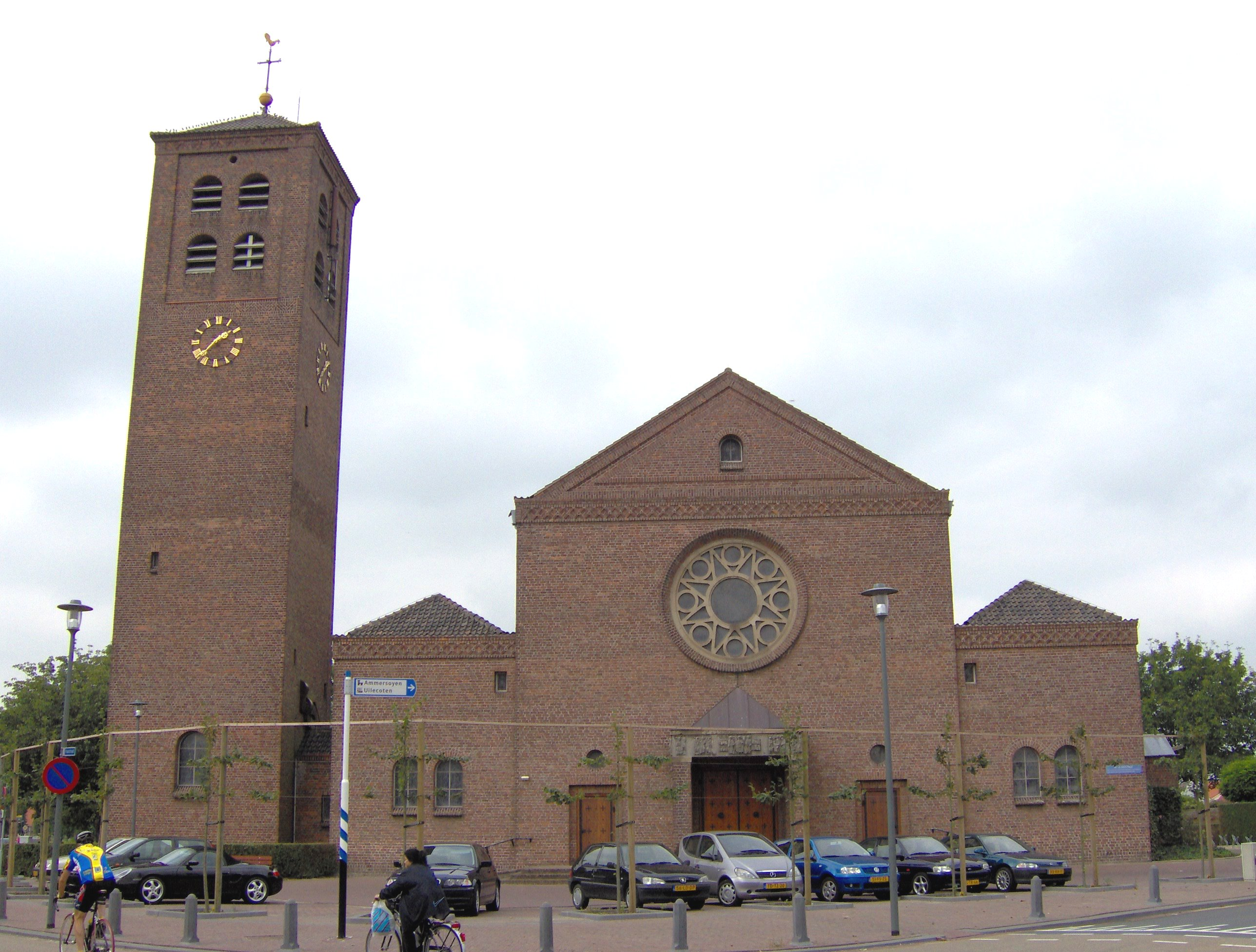
Rooms-katholieke kerk Ammerzoden

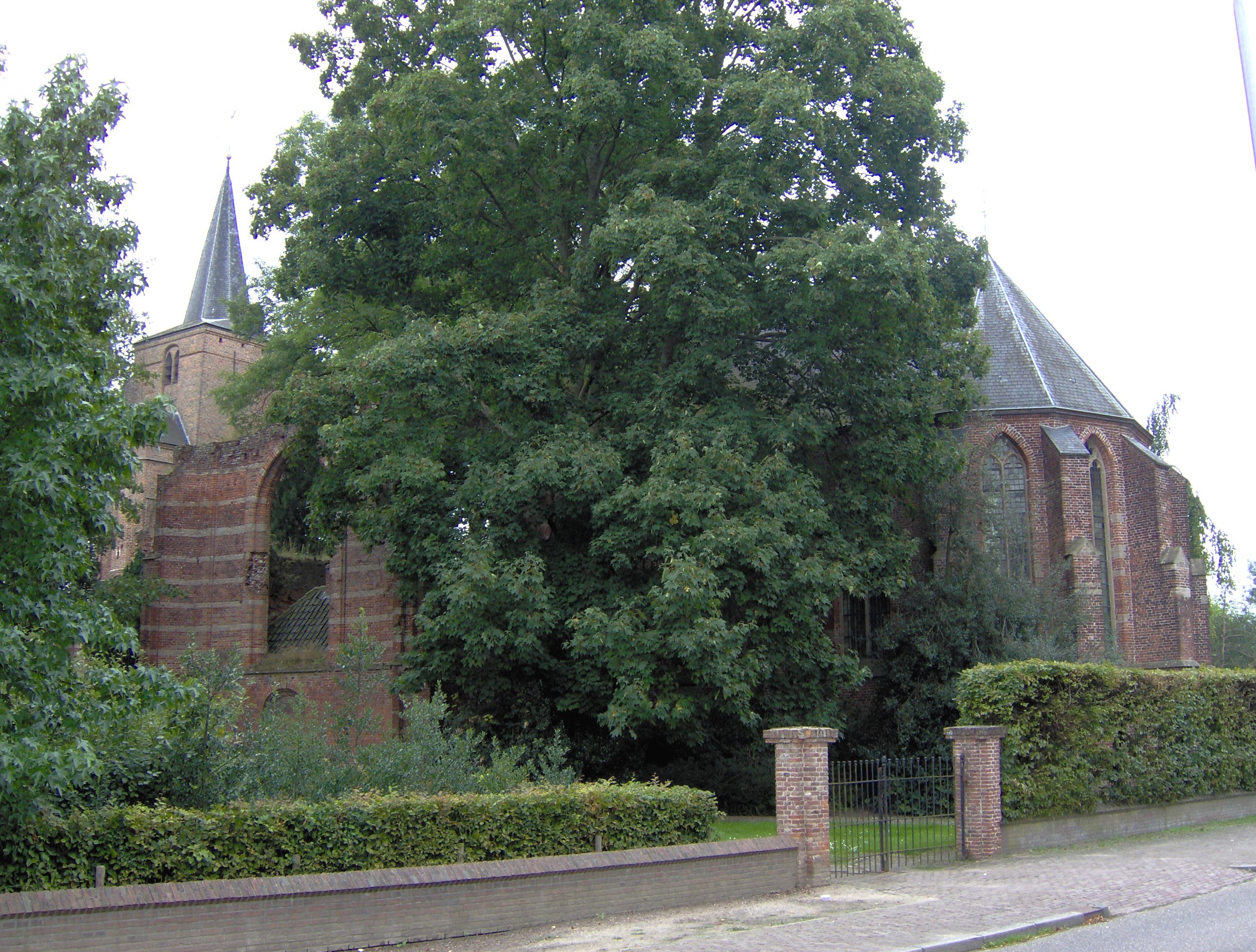
Nederlands Hervormde kerk Ammerzoden

## Bezienswaardigheden
- Kasteel Ammersoyen
- Hervormde kerk
- Sint-Willibrorduskerk

Zie ook
- Lijst van rijksmonumenten in Ammerzoden
- Lijst van gemeentelijke monumenten in Ammerzoden

## Demografie
Ammerzoden is van oudsher sterk gericht op Brabant, zowel in economisch als in sociaal opzicht. Dit wordt veroorzaakt doordat 's-Hertogenbosch en dorpen als Hedikhuizen, Bokhoven, Haarsteeg en Vlijmen in vroeger tijden veel makkelijker te bereiken waren dan de omliggende dorpen in de Bommelerwaard. De Maas was immers meestal goed bevaarbaar, maar de kleigronden rondom Ammerzoden vormden een flinke hindernis. Het feit dat Ammerzoden van oorsprong bezuiden een oude Maasmeander lag heeft meegespeeld in de oriëntatie op Brabant.

### Religie
Ook op religieus gebied sluit Ammerzoden aan bij het van oudsher rooms-katholieke Noord-Brabant. Ammerzoden is een grotendeels katholiek dorp, hoewel het aantal (actieve) gelovigen sinds de jaren zestig van de twintigste eeuw aanzienlijk is afgenomen. De katholieke identiteit van het dorp - ten noorden, oosten en westen omringd door protestante dorpen - vindt zijn grondslag in het enthousiaste optreden van enkele katholieke priesters die de regio tijdens de Tachtigjarige Oorlog katholiek wilden laten blijven. In het altijd al meer op Brabant gerichte Ammerzoden waren zij, net zoals in Kerkdriel en Velddriel, succesvol.
Het dorp telt twee kerken: de rooms-katholieke Sint-Willibrorduskerk en de Hervormde kerk, die deels een ruïne is.

### Onderwijs
Het dorp telt één basisschool gestoeld op rooms-katholieke grondslag. De school is met haar bijna 300 leerlingen gehuisvest in Brede school De Schakel.

### Sport en ontspanning
Het dorp Ammerzoden kent een voetbalclub die de naam VV Jan van Arckel draagt - genoemd naar Jan van Arckel, een telg uit het geslacht Van Arckel, dat in de late Middeleeuwen het plaatselijke kasteel Ammersoyen bewoonde. Daarnaast zijn er nog diverse andere sportverenigingen zoals een tennisclub, de paardensportvereniging 'Gelderse Boys', een badmintonvereniging, een tafeltennisclub, een wielerclub, biljartverenigingen en dartverenigingen.
Daarnaast zijn er een carnavalsvereniging, een toneelvereniging, een postduivenvereniging, een ouderenvereniging en een fanfare.
De Stichting Promotie Ammerzoden Dorp probeert activiteiten te organiseren waar andere verenigingen en clubs een steentje aan kunnen bijdragen of van kunnen profiteren. Voorbeelden hiervan zijn het jaarlijkse PAD-weekend en de AmmerWellerKalender.

## Economie
De Ammerzodense economie leunt vooral op tuinbouw waarbij aardbeien- en bloemkwekerijen en champignonteelt een vooraanstaande plaats innemen. De aardappelgroothandelbedrijven, transportbedrijven en de fabriek van Alabastine vormen een ander belangrijk middel van bestaan.
Het hoofdkantoor van reisorganisatie Kras was gevestigd in Ammerzoden.
Veel inwoners werken als forens in de regio, maar ook in de Randstad.

## Media

### Radio en televisie
Het dorp Ammerzoden heeft zelf een lokale omroep gehad, Hawaii Hit FM, onder de stichting LOSA. Na de gemeentelijke herindeling in 1999 werd de lokale omroep stichting Maasdriel opgericht, RTM. Deze zender begon met radio-uitzendingen en later met een eigen lokale kabelkrant. Daarnaast is er nog een aantal regionale omroepen te ontvangen in Ammerzoden: Omroep Brabant, Omroep Gelderland, Radio 8FM en Radio Mexico FM.

### Dag- en weekbladen
Het regionale dagblad in Ammerzoden is het Brabants Dagblad. Deze krant heeft een eigen editie voor de Bommelerwaard. Dan zijn er nog drie gratis wekelijkse huis-aan-huisbladen als De Toren en Het Carillon. 

## Verkeer en vervoer
Ammerzoden is met de auto bereikbaar via de rijksweg A2. De N831 loopt door het dorp, terwijl de N832 enkele kilometers ten noorden van Ammerzoden een bocht maakt om het verkeer tussen het noorden en het zuidwesten van de Bommelerwaard om het dorp heen te leiden.

### Busvervoer
Er rijden bussen van twee buslijnen naar Ammerzoden. Deze lijnen werd jarenlang door de BBA verzorgd, maar de provincie Gelderland zag in 2000 een voortzetting daarvan niet meer zitten. Daarna heeft het busbedrijf Arriva één buslijn (166, 's-Hertogenbosch - Well) overgenomen. Een klein aantal bussen naar Ammerzoden werd door Arriva afgeschaft. Op 1 januari 2004 werd bekend dat de Gedeputeerde Staten van Gelderland de Arriva-lijn 166 wilde afschaffen. Door een groot bewonersprotest over de hele Bommelerwaard werd de lijn 166 behouden. Arriva verzorgt daarnaast de buurtbuslijn 266 naar Zaltbommel en Wijk en Aalburg.

## Geboren in Ammerzoden
- Antonius Vesters (1743-1806), pastoor, lid van de Tweede Nationale Vergadering en Grondwetgevende vergadering van de Bataafse Republiek
- Jan de Leeuw (1931-2023), politicus en burgemeester
- Wim de Leeuw (1938-2003), politicus en burgemeester
- Boet van Dulmen (1948-2021), motorcoureur

## Nabijgelegen kernen
Well, Kerkwijk, Hedel
In de nabijheid van Ammerzoden liggen de buurtschappen Wordragen, Slijkwell en Californië